# Гуаякиль (департамент)
Гуаякиль — департамент Великой Колумбии, располагавшийся на западе современного Эквадора. Административным центром был город Гуаякиль.

## История
Департамент был образован в 1824 году и просуществовал шесть лет, до 1830 года, когда Эквадор объявил о независимости.
Гуаякиль был создан на землях бывшей одноимённой Свободной провинции, где в 1820 году началась Эквадорская война за независимость.

## География
Гуаякиль, наряду с департаментами Эквадор и Асуай, входил в Южный округ. На западе его территория омывалась водами Тихого океана.

## Административное деление
Гуаякиль состоял из 2 провинций и 9 кантонов. Выглядело административное деление департамента следующим образом:
- Провинция Гуаякиль.
  - Кантоны: Гуаякиль, Дауле, Бабаойо, Баба, Пунта-де-Санта-Елена, Мачала.
- Провинция Манаби.
  - Кантоны: Портовьехо, Хипихапа, Монтекристи.